# محمد الفاتح (مسلسل 2018)
محمد الفاتح ( بالتركية Mehmed: Bir Cihan Fatihi ) هو مسلسل تركي تاريخي ملحمي اُنتج عام 2018، لكنه توقف عرضه بعد الحلقة السادسة. من بطولة كنان إميرزالي أوغلو الشهير في الوطن العربي بشخصية “عمار الكوسوفي”، في مسلسل “دموع الورد” , تشيتين تيكيندور وسيديف إيفيتشي .عـُرض على قناة كانال دي التركية في 20 مارس 2018 . يعرض العمل قصة السلطان محمد الثاني، الملقب ب ”محمد الفاتح” نسبة إلى فتح مدينة القسطنطينية (إسطنبول حاليًا)، عام 1453 .

## طاقم العمل
| الدور                      | الممثل              | الشخصية                                                      |
| -------------------------- | ------------------- | ------------------------------------------------------------ |
| محمد الثاني بن مراد الثاني | كنان إميرزالي أوغلو | سابع سلطان عثماني                                            |
| خليل باشا الجاندرلي الصغير | تشيتين تيكيندور     | الوزير العثماني الكبير، تم اعدامه بسبب معارضته للفاتح        |
| ديليباش                    | غوركان أويغون       | حارس وفدائي للسلطان الفاتح                                   |
| ايليني                     | بشرى ديفيلي         | ابنه لوكاس نوتاراس                                           |
| مليكة                      | هازال فيليز         | ابنه خليل باشا الجاندرلي الصغير                              |
| قسطنطين الحادي عشر         | ايرتان سابان        | الامبراطور البيزنطي                                          |
| ايفدوكيا                   | فوندا ايريغيت       | الضابطة التي ستحاول قتل السلطان الفاتح بأمر من لوكاس نوتاراس |
| ليلى خاتون                 | سيديف إيفيتشي       | توبا بويوكستون , ايلكر اكسوم                                 |
| اورهان جلبي                | اسماعيل ديميرجي     | امير عثماني                                                  |
| زغانوس باشا                | اتسز كارا دومان     | الصدر الاعظم للدولة العثمانيه                                |
| إسحق باشا                  | كان تشاكر           | وزير عثماني كبير                                             |
| ديميتروس بالايولوجوس       | سردار اورجين        | اخ قسطنطين الحادي عشر                                        |
| ثيودرا اسانيانا            | توبراك ساغلام       | زوجة ديميتريوس باليولوجوس.                                   |
| لوكاس نوتاراس              | يافوز سيفيتشي       | مسؤول البحرية البيزنطية                                      |

## روابط خارجية
- محمد الفاتح (مسلسل 2018) على موقع IMDb (الإنجليزية)
- محمد الفاتح (مسلسل 2018) على موقع كينوبويسك (الروسية)
- محمد الفاتح (مسلسل 2018) على موقع قاعدة بيانات الفيلم (الإنجليزية)